# Epulotheres angelae
Genre
Espèce
Epulotheres angelae est une espèce de crabe, la seule du genre Epulotheres.
Cette espèce est symbiontes de mollusques bivalvee du genre Brachidontes.
Elle est endémique de la Barbade.

## Référence
- Manning, 1993 : Epulotheres angelae, new genus, new species, a pinnotherid crab from the Caribbean Sea (Decapoda: Pinnotheridae). Journal of Crustacean Biology, vol. 13, n. 4, p. 801–804.

### Pour le genre
- (en) WoRMS : Epulotheres Manning, 1993 (+ liste espèces) (consulté le 6 mars 2012)

### Pour l'espèce
- (en) WoRMS : espèce Epulotheres angelae Manning, 1993 (consulté le 6 mars 2012)